# Кръстьо Гермов
Кръстьо Гермов (на македонска литературна норма: Крсто Гермов), познат като Аргир, Шакир войвода или Сребрен Гермовски, е български революционер, мариовски районен войвода на Вътрешната македоно-одринска революционна организация. След края на Втората световна война приема македонистката идеология и участва в управлението на НР Македония.

## Биография

### Във ВМОРО
Кръстьо Гермов е роден през 1868 година в Прилеп, тогава в Османската империя. По професия крои дрехи, а през 1901 година се включва в революционата чета на войводата от ВМОРО Петър Ацев. Става секретар в четата на Стоян Трайков, а после районен войвода в Мариово.
Участва в Илинденско-Преображенското въстание, а след това придружава Гьорче Петров през пролетта на 1904 година. Обикаля Македония и с Никола Каранджулов. През 1905 година Трайко Краля, Петър Ацев, Гьоре Спирков - Ленищанец и Кръстьо Гермов правят среща с Глигор Соколович, който с фалшиви документи ги убеждава да го допуснат в Македония. Следващата 1906 година е арестуван заедно с Иван Гюров и са осъдени на доживотен затвор от турската власт. След Хуриета през 1908 година е освободен. Измъчван е по време на обезоръжителната акция организирана от младотурците през 1910 година.
Васил Балевски казва за Кръстьо Гермов:
| „ | Кръсте Гермов (Шакир) беше много способен войвода. Той беше с образование, голям шегобиец и разказвач на приказки и майтапи. Той беше направил всички кладенчета в района си на чешми и ги бе кръстил всяко „Шекирова чешма“. Той имаше няколко псевдонима, като: Шакир, Аргир и други. | “ |

След това бяга в България, установява се в София, където отваря собствено кафене. Работи и като кондуктор в „Дирекция на трамваите“.
Участва в Балканската война и Междусъюзническата война, като войвода на чета № 7 на Македоно-одринското опълчение, а по-късно служи в щаба на Четвърта битолска дружина. Награден е с орден „За храброст“ IV степен.
| Чета № 7 на МОО с командир Кръстьо Гермов | Чета № 7 на МОО с командир Кръстьо Гермов | Чета № 7 на МОО с командир Кръстьо Гермов | Чета № 7 на МОО с командир Кръстьо Гермов | Чета № 7 на МОО с командир Кръстьо Гермов | Чета № 7 на МОО с командир Кръстьо Гермов |
| Номер                                     | Име                                       | Години                                    | Околия                                    | Селище                                    | Бележки                                   |
| ----------------------------------------- | ----------------------------------------- | ----------------------------------------- | ----------------------------------------- | ----------------------------------------- | ----------------------------------------- |
|                                           | Алексо Курачков                           | 40                                        | Прилепско                                 | Селце                                     |                                           |
|                                           | Борис Конушев                             | 35                                        | Прилепско                                 | Прилеп                                    |                                           |
|                                           | Георги Калешков                           | 25                                        | Прилепско                                 | Прилеп                                    |                                           |
|                                           | Георги М. Гагалев                         | 32                                        | Прилепско                                 | Прилеп                                    |                                           |
|                                           | Георги Петков                             | 25                                        | Прилепско                                 | Прилеп                                    |                                           |
|                                           | Даме Хаджикочов                           | 37                                        | Прилепско                                 | Прилеп                                    |                                           |
|                                           | Илия Вранчанец                            | 25                                        | Прилепско                                 | Прилеп                                    |                                           |
|                                           | Йордан П. Адамов                          | 25                                        | Прилепско                                 | Прилеп                                    |                                           |
|                                           | Мирчо (Мирче) Найденов                    | 34                                        | Прилепско                                 | Прилеп                                    | орден „За храброст“ IV степен             |
|                                           | Мице Спасов                               |                                           | Петричко                                  | Смоларе                                   |                                           |
|                                           | Никола Стоянов                            | 34 (35)                                   | Прилепско                                 | Прилеп                                    |                                           |
|                                           | Пано Улището                              | 40                                        | Прилепско                                 | Прилеп                                    |                                           |
|                                           | Сава Ацев                                 | 32                                        | Прилепско                                 | Прилеп                                    |                                           |
|                                           | Славчо Талев                              |                                           | Прилепско                                 | Прилеп                                    |                                           |
|                                           | Стефан Г. Тавчиев                         | 37                                        | Прилепско                                 | Прилеп                                    |                                           |
|                                           | Тодор Попиванов                           | 24                                        | Прилепско                                 | Прилеп                                    |                                           |
|                                           | Христо Джингов                            | 26 (28)                                   | Копривщенско                              | Копривщица                                | орден „За храброст“ IV степен             |
|                                           | Христо Тодоров                            | 22 (24)                                   | Прилепско                                 | Прилеп                                    |                                           |

### Следвоенен период
В периода 1935 – 1936 списва заедно с Ангел Динев лявото списание „Македонски вести“. През септември 1944 година подписва в София „Апела към македонците в България“.
На 26 октомври 1944 година в София е получено телеграма на Светозар Вукманович-Темпо до правителството на ОФ. Темпо нарежда веднага да изпратят в Скопие Мире Анастасов, Петър Шанданов, Кръстьо Гермов, Александър Мартулков, Туше Делииванов, Павел Шатев и други. Така в края на ноември 1944 година Кръстю Гермов заминава за Скопие, където се включва в дейността на АСНОМ. Избран е за народен представител на Събранието на Македония с мандат от Прилеп. На 1 септември 1946 година в Скопие открива първото заседание на събранието като най-възрастен народен представител.
Председател е на Комисията за илинденски пенсии. Взима най-високата пенсия от 8000 динара.
Кръстьо Гермов умира в Скопие на 17 декември 1962 година и е погребан с почести в Прилеп.
В 1961 година Гермов заявява на Лазар Колишевски:
| „ | ...Дојдов да ти кажам уште една работа: сите пишувате, и порано пишуваа, внатрешни, надворешни, врховисти, централисти и слично. Е, па додов да ти кажам дека во Дворот влегувавме сите: едни низ главната врата, други низ малата врата, некои низ капиџик, некои низ прозорец, некои преку таван, а некои богами и преку баџа! Току да знаеш, сите влегуваа освен еден човек... Таму не влезе само Гоце Делчев... | “ |